# Le Bousquet-d’Orb
Le Bousquet-d’Orb település Franciaországban, Hérault megyében. Lakosainak száma 1594 fő (2022. január 1.). Le Bousquet-d’Orb La Tour-sur-Orb, Avène, Camplong és Lunas-les-Châteaux községekkel határos.

## Népesség
A település népességének változása:
| Lakosok száma | 2270 | 1816 | 1702 | 1571 | 1573 | 1569 | 1580 | 1584 | 1584 | 1594 |
|               | 1968 | 1982 | 1990 | 2006 | 2013 | 2015 | 2017 | 2019 | 2020 | 2022 |